# 台鐵EK900型蒸汽機車
臺鐵EK900型蒸汽機車是與日本國鐵4110型蒸汽機車同型的過熱式機車，日治時期編為300型，臺鐵接收後改為EK900型，為動輪數最多的蒸汽機車，其牽引力可達15350kgw，主要應用於台中線（山線）的陡坡區間。

## 概要
臺灣日治時期於1908年完成縱貫線鐵路後，為了應付台中線（山線）的陡坡，臺灣總督府鐵道部於1915年開始向日本汽車會社購入300型蒸汽機車作為本務機或補機使用，總共11輛300型機車均配屬苗栗機關庫。到了1935年，因陸續購入性能較佳之蒸汽機車，而開始有303、304機車轉至新竹機關庫當調車機使用，但300型機車的五對動輪使其不易過彎甚至脫軌:159，所以無論本務機或調車機都不適用的情況下加速了300型機車的淘汰。1937年為避免機車編號位數過大而開始更換機車編號，其中300型蒸汽機車被編為E43型。1938年300、301、303首先廢車，第二次世界大戰結束前302也已停用。1949年後包括已停用的302與仍可使用的304－310共8輛，被臺鐵編為EK900型蒸汽機車（EK901－EK908），戰後初期EK900型仍運用於台中線（山線）與貨運，1960年柴電機車的引進使EK900型再度轉為調車機使用，最終於1961年起陸續報廢，1968年2月EK900型全數報廢並解體消失:61。

### 製造、引進年表
| 製造年 | 引進年 | 輛數 | 製造序號 | 車號    | 1949年後    | 備註                                           |
| ------ | ------ | ---- | -------- | ------- | ----------- | ---------------------------------------------- |
| 1915年 | 1915年 | 6    | 171~176  | 300~305 | EK901~EK903 | 300、301、303報廢，302、304~305改為EK901~EK903 |
| 1916年 | 1917年 | 4    | 292~295  | 306~309 | EK904~EK907 |                                                |
| 1916年 | 1918年 | 1    | 296      | 310     | EK908       |                                                |

## 主要規格

### 基本資料[2]:61
- 日治時期形式：300型→E43型
- 在日同型車：4110型
- 號碼
  - 原車號：300－310
  - 1949年起：EK901－EK911
- 製造國（廠商）：日本（汽車製造會社）
- 購入年：1915年－1918年

### 規格[2]:220
- 車輪配置：E（0-10-0）
- 飽合過熱別：過熱式
- 閥裝置\汽門：華式（Walschaerts valve gear）
- 車長：11,506 mm
- 車寬：2,692 mm
- 車高：3,810 mm
- 機車整備重量：66.05噸
- 機車空車重量：50.8噸
- 車輪直徑
  - 動輪：1,250 mm
- 軸距（全5,792 mm）
  - 引擎：5,792 mm
  - 動輪：5,792 mm
  - 固定：2,896 mm
- 連結面間長：11,712 mm
- 汽缸
  - 數目：2個
  - 直徑：533 mm
  - 行程：610 mm
  - 牽引力：15,350 kgw
- 鍋爐使用壓力（實用汽壓）：13 kgw/cm²
- 傳熱面積（總計152 m²）
  - 火箱：8.9 m²
  - 煙管：109.4 m²
  - 過熱：33.7 m²
- 爐篦面積：2.23 m²
- 煙管直徑×長度×數目
  - 大煙管：127 mm×3,962 mm×22支
  - 小煙管：45 mm×3,962 mm×136支
- 空氣軔機
  - 空氣壓縮機：215複式
  - 主儲氣筒容積、數目：450×2個
  - 軔缸直徑、數目
    - 引擎：306×3個

  - 軔機倍率 
    - 引擎：5.96

  - 軔率：0.581
- 容量
  - 鍋爐水：4.6 m³
  - 煤櫃：1.84 ton
  - 水櫃：7.4 m³